# The Journal of Asian Studies
The Journal of Asian Studies est une revue scientifique américaine dédiée aux études asiatiques.

## Historique
Le journal est fondé sous le nom The Far Eastern Quarterly en 1941 et est renommé en The Journal of Asian Studies en septembre 1956. Il est publié par Cambridge University Press puis par Duke University Press à partir de 2023.